# 拉勒 (索姆省)
拉勒（法語：Laleu，法語發音：[lalø] ⓘ）是法国上法兰西大区索姆省的一个市镇，位于该省中部，属于亚眠区。

## 地理
拉勒（49°56'29"N, 1°55'57"E）面积1.56 平方千米，位于法国上法蘭西大區索姆省，该省份为法国北部沿海省份，北起加来海峡省和北部省，西接滨海塞纳省和大西洋英吉利海峡，南至瓦兹省，东临埃纳省。
与拉勒接壤的市镇（或旧市镇、城区）包括：艾赖讷、梅蒂尼、塔伊。

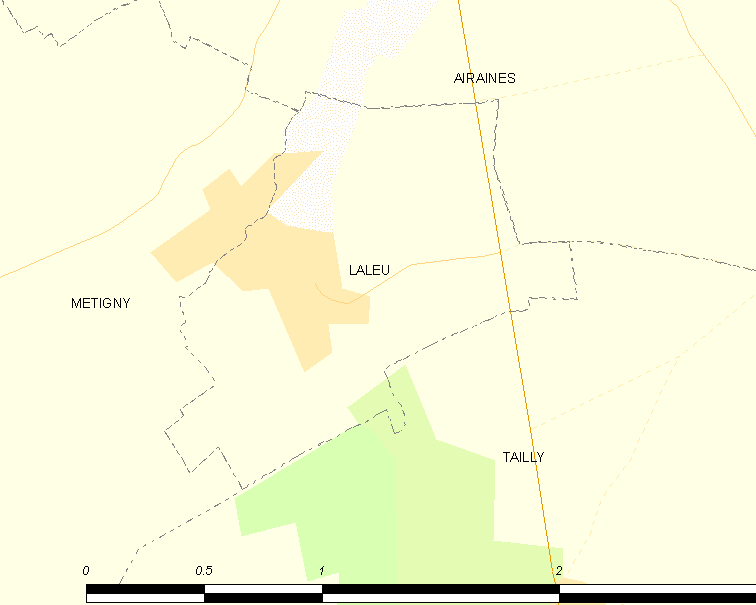
的OSM定位图

拉勒的时区为UTC+01:00、UTC+02:00（夏令时）。

## 行政
拉勒的邮政编码为80270，INSEE市镇编码为80459。

## 政治
拉勒所属的省级选区为索姆河畔阿伊县。

## 人口

1962-2008年间人口变化图示

拉勒于2022年1月1日时的人口数量为100人。